# Musikhochschule Tokio

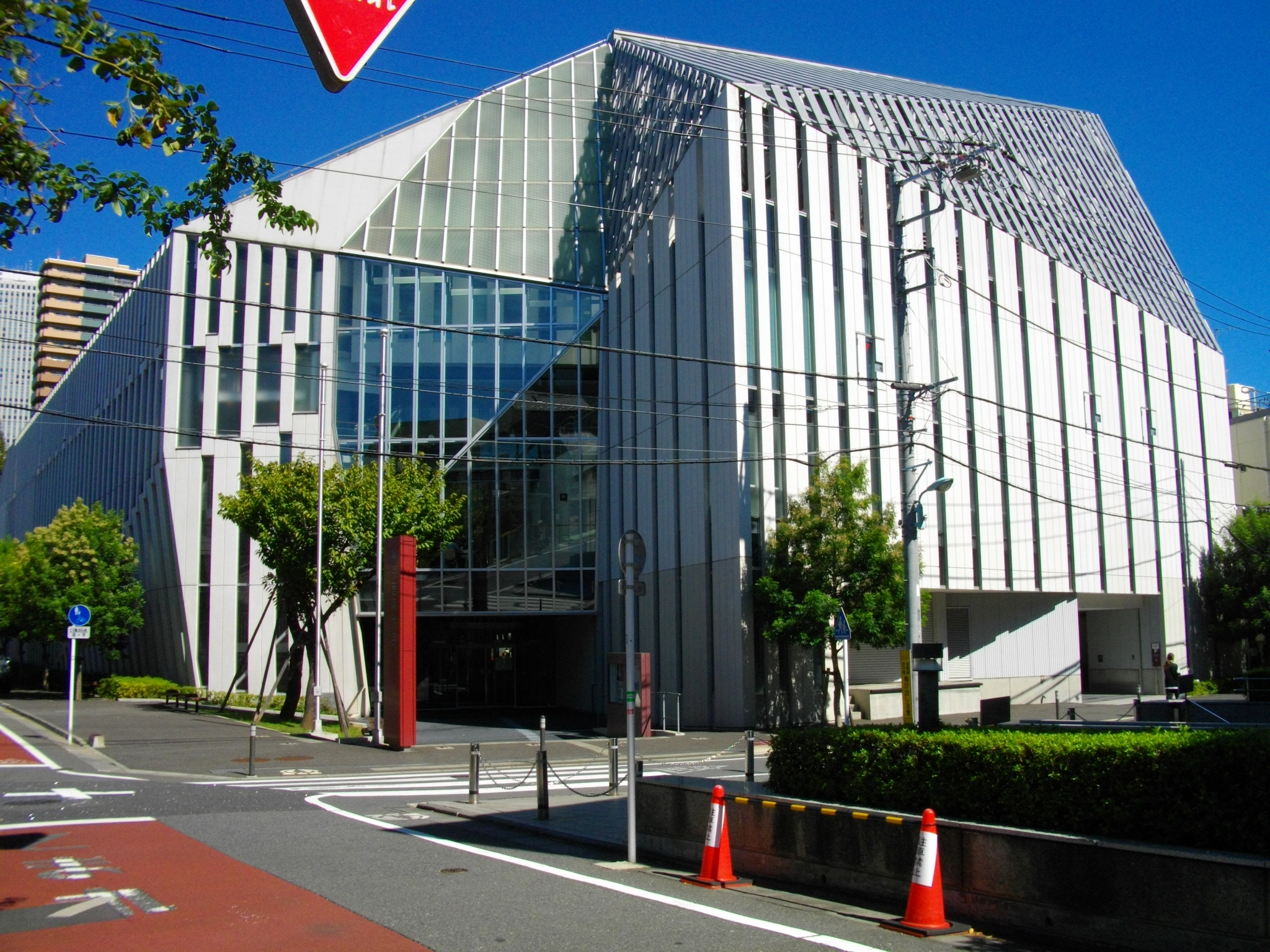
Musikhochschule Tokio (2010)

Die Musikhochschule Tokio (jap. 東京音楽大学, Tōkyō Ongaku Daigaku) wurde 1907 als Tōyō-Konservatorium (東洋音楽学校, Tōyō Ongaku Gakkō) im Stadtviertel Kanda des Stadtbezirks Chiyoda von Tokio gegründet und ist die älteste private Musikhochschule Japans. Sie wurde 1924 ins Stadtviertel Ikebukuro verlegt, nachdem der ursprüngliche Universitätscampus durch das Große Kantō-Erdbeben zerstört wurde.

## Absolventen
- Tetsuko Kuroyanagi (* 1933), UNICEF-Botschafter, Sänger und TV-Darsteller
- Riyoko Ikeda (* 1947), Mangaka
- Kaoru Wada (* 1962), Komponist